# Gouvernements généraux et particuliers
Pour les articles homonymes, voir Gouvernement (homonymie).
Les gouvernements généraux et particuliers étaient des circonscriptions des gouvernements militaires français de l'Ancien Régime : chacun constituait une portion du royaume de France soumise à l'administration militaire avec à sa tête un gouverneur nommé par le roi. Selon l'ordonnance de 1499, ce dernier avait pour mission de « tenir le pays à eux commis en sûreté, le garder de pillerie et visiter les places et forteresses ».
Jusqu’au XVIe siècle, il n’existait que douze gouvernements, mais par suite de démembrements et annexions, ce nombre s’éleva jusqu’à une quarantaine. 

## Cartes des gouvernements
Les circonscriptions militaires de la France avant la Révolution (1 à 34), appelées « gouvernements » avec le nom de leurs capitales indiqués entre parenthèses, ainsi que la date de leur union avec le royaume de France (notées RF) ou de la réunion de leur titre au domaine royal (notées DR) et régions rattachées après la Révolution (35 à 40) :

Gouvernements généraux militaires de France avant 1789 et territoires aujourd'hui français ne faisant pas partie du royaume en 1789.

| Numéro (carte) | Carte               | Blason              | Dénomination | Noms locaux                                          | Statut              | Chef-lieu du gouvernement                                                     | Informations | Intégration |
| -------------- | ------------------- | ------------------- | --- | ---------------------------------------------------- | ------------------- | ----------------------------------------------------------------------------- | --- | ----------- |
| 1              | Île-de-France       | Île-de-France       | Île-de-France | Francie, France                                      | Province            | Paris                                                                         | Ce territoire trouve son origine dans le domaine royal franc, c'est-à-dire le domaine relevant directement de l'autorité du roi de France. |             |
| 2              | Berry               | Berry               | Berry | Berry                                                | Province            | Bourges                                                                       | Cette province trouve son origine dans la vicomté de Bourges (DR : 1101). | 1101        |
| 3              | Orléanais           | Orléanais           | Orléanais | Orléanois                                            | Province            | Orléans                                                                       | Cette province trouve son origine dans les comtés d'Orléans et de Blois (DR : 1498). | 1498        |
| 4              | Normandie           | Normandie           | Normandie | Normandie, Normaundie                                | Duché               | Rouen                                                                         | Duché carolingien de Normandie créé en 911 pour Rollon (DR : 1204). Le duc de Normandie avait eu pour fiefs la Petite Bretagne brièvement au cours du Xe siècle, puis la Grande-Bretagne de 1066 à 1201. | 1204        |
| 5              | Languedoc           | Languedoc           | Languedoc | Lengadòc                                             | Province            | Toulouse                                                                      | Ancien comté réuni au royaume de France au VIIIe siècle, le comté de Toulouse est conquis après la bataille de Vouillé (comme l’Aquitaine : RF 506) puis annexé au domaine royal à la suite de la Croisade contre les albigeois (DR : 1271). | 1271        |
| 6              | Lyonnais            | Lyonnais            | Lyonnais | Lyonnois, Liyonês                                    | Province            | Lyon                                                                          | Cette province trouve son origine dans le comté de Lyon (RF : 1313) | 1313        |
| 7              | Dauphiné            | Dauphiné            | Dauphiné - dont Escartons                                                                                                | Dôfenât, Daufinat                                    | Province            | Grenoble - Briançon (Escartons)                                               | Cette province trouve son origine dans le Dauphiné de Viennois (RF : 1349). | 1349        |
| 8              | Champagne           | Champagne           | Champagne | Chaimpaigne                                          | Province            | Troyes                                                                        | Comté carolingien réuni par alliance (DR : 1361). | 1361        |
| 9              | Aunis               | Dauphiné            | Aunis | Aunis                                                | Province            | La Rochelle                                                                   | Fief d'Aquitaine (1371). | 1371        |
| 10             | Saintonge           | Saintonge           | Saintonge | Santonge                                             | Comté               | Saintes                                                                       | Fief d'Aquitaine (1371). | 1371        |
| 11             | Poitou              | Poitou              | Poitou | Poetou                                               | Province            | Poitiers                                                                      | Fief d'Aquitaine (1416). | 1416        |
| 12             | Aquitaine           | Aquitaine           | Aquitaine - dont Guyenne - dont Gascogne                                                                                 | Aquitània, Akitania                                  | Province puis duché | Bordeaux - Auch (Gascogne)                                                    | Province conquise par Clovis à la bataille de Vouillé avec le Languedoc (RF : 506) royaume, puis duché mérovingien ; mouvance incertaine de 1362 à 1372 (RF : 1453). Duché de Guyenne et de Gascogne en 1789. | 1453        |
| 13             | Bourgogne           | Bourgogne           | Bourgogne | Borgoigne, Borgoègne, Bregogne, Borgogne             | Duché               | Dijon                                                                         | Duché capétien (1477). | 1477        |
| 14             | Picardie            | Picardie            | Picardie | Picardie                                             | Province            | Amiens                                                                        | (1482) | 1482        |
| 15             | Anjou               | Anjou               | Anjou | Anjou                                                | Duché               | Angers                                                                        | (1482) | 1482        |
| 16             | Provence            | Provence            | Provence | Provença, Prouvenço                                  | Comté               | Aix-en-Provence                                                               | (1482) | 1482        |
| 17             | Angoumois           | Angoumois           | Angoumois | Angoumois, Engolmés                                  | Comté               | Angoulême                                                                     | Fief d'Aquitaine (1514). | 1514        |
| 18             | Bourbonnais         | Bourbonnais         | Bourbonnais | Borbonnois, Bourbonnois, Borbonés                    | Province            | Moulins                                                                       | Cette province trouve son origine dans le duché de Bourbon (DR : 1527). | 1527        |
| 19             | Marche              | Marche              | Marche | Marche, Marcha                                       | Comté               | Guéret                                                                        | Cette province trouve son origine dans le comté de la Marche (DR : 1527). | 1527        |
| 20             | Bretagne            | Bretagne            | Bretagne | Breiz, Breizh, Breih, Bèrtaegn                       | Province            | Rennes                                                                        | Armorique jusqu'au VIIIe siècle, comté carolingien puis le royaume de Bretagne et enfin duché indépendant jusqu'au XVIe siècle, réuni au royaume de France par mariage de l'héritière Anne de Bretagne avec le roi de France (DR : 1532). | 1532        |
| 21             | Maine               | Maine · Perche      | Maine et Perche | Maine, Perche                                        | Comté               | Le Mans - Nogent-le-Rotrou (Perche)                                           | Réunion des comtés du Maine et du Perche (DR : 1584). | 1584        |
| 22             | Touraine            | Touraine            | Touraine | Toraine                                              | Province            | Tours                                                                         | (1204) | 1204        |
| 23             | Limousin            | Liousin             | Limousin | Limosin, Lemosin                                     | Province            | Limoges                                                                       | (1589) | 1589        |
| 24             | Comté de Foix       | Comté de Foix       | Comté de Foix | Comtat de Fois                                       | Comté               | Foix                                                                          | (1607) | 1607        |
| 25             | Auvergne            | Auvergne            | Auvergne | Auvèrnha                                             | Comté               | Clermont-Ferrand                                                              | Comté mérovingien mouvant du duché d'Aquitaine, comté carolingien (DR : 1457). | 1457        |
| 26             | Béarn               | Béarn               | Navarre et Béarn - dont Basse-Navarre (la Haute-Navarre étant occupée par l'Espagne)                                     | Nafarroa, Bearn, Biarn                               | États souverains    | Pau (Béarn) - Saint-Jean-Pied-de-Port (Basse-Navarre)                         | Cette "province" trouve son origine dans la vicomté de Béarn qui devient un État indépendant au XIVe siècle (qualifié de « principauté souveraine »). Union avec la Navarre à partir de 1479 après l'accession des souverains béarnais au trône de ce royaume. Perte de la Haute-Navarre en 1522 face à l'Espagne. Le roi de Navarre Henri III devient roi de France en 1589. En imposant l'Édit de Pau en 1620 Louis XIII transforme cette union personnelle en fusion des couronnes de France et de Navarre. Le Béarn et la Basse-Navarre sont depuis lors considérés comme une seule province (RF : 1620). | 1620        |
| 27             | Alsace              | Alsace              | Alsace | Elsàss, Elsass                                       | Province            | Strasbourg                                                                    | Cette province trouve son origine dans le landgraviat de Haute-Alsace (RF : 1648). | 1648        |
| 28             | Artois              | Artois              | Artois | Artoés, Artesië                                      | Comté               | Arras                                                                         | 1180 : l’Artois sort du comté de Flandre pour être donné en dot par le comte de Flandre Philippe d'Alsace à sa nièce Isabelle de Hainaut, femme du roi de France Philippe Auguste. 1382 : l'Artois entre dans le giron des États bourguignons et fait partie des Pays de par deçà, au sein des Pays Bas bourguignons. 1477 : l'Artois passe aux Habsbourg. 1526 : l'Artois, tout comme la Flandre, fait partie des Pays-Bas espagnols aux mains des Habsbourg, jusqu'en 1659 (Traité des Pyrénées). | 1659        |
| 29             | Roussillon          | Roussillon          | Roussillon | Rosselló                                             | Province            | Perpignan                                                                     | (1659) | 1659        |
| 30             | Flandre             | Flandre             | Flandre française - dont Hainaut français - dont Cambrésis                                                               | Frans-Vloandern, Flande franchoèse, Frans-Vlaanderen | Province            | Lille - Valenciennes (Hainaut) - Cambrai (Cambrésis)                          | Cette province depuis son origine faisait partie du royaume de France et le resta jusqu'au Traité de Madrid (1526) où elle fut détachée du royaume de France pour entrer dans le Saint-Empire et faire partie des Pays-Bas espagnols. Sous Louis XIV la partie sud du comté de Flandre, retourna au royaume de France et forma la Flandre française (RF : 1668). | 1668        |
| 31             | Franche-Comté       | Franche-Comté       | Franche-Comté | Frainche-Comtai, Franche-Comtât                      | Comté               | Besançon                                                                      | Cette province trouve son origine dans le comté de Bourgogne (RF : 1678). | 1678        |
| 32             | Lorraine-et-Barrois | Lorraine-et-Barrois | Grand-gouvernement de Lorraine-et-Barrois - dont Lorraine - dont Barrois - dont Trois-Evêchés - dont Luxembourg français | Loherraine, Lothringen, Barrois                      | Grand-gouvernement  | Nancy - Bar-le-Duc (Barrois) - Metz (Trois-Evêchés) - Thionville (Luxembourg) | Réunion de l'ancienne province des Trois-Évêchés (Metz) : (RF : 1648) et des duchés de Lorraine et de Bar (Nancy) : partie de l’ancienne Lotharingie, duché carolingien de Haute-Lorraine pour doter la fille de Charles le Simple (935), possession viagère de Stanislas Ier de Pologne (DR : 1766]). | 1766        |
| 33             | Corse               | Corse               | Corse | Corsica, Còrsega                                     | Province insulaire  | Bastia                                                                        | Ancienne possession de la république de Gênes, rattachée à la France une première fois en 1555, rétrocédée en 1559 à la suite de la paix du Cateau-Cambrésis, devenue indépendante de facto depuis 1755, symboliquement cédée par Gênes en 1768 lors du traité de Versailles puis conquise militairement après la bataille de Ponte-Novo (RF : 1769). | 1769        |
| 34             | Nivernais           | Nivernais           | Nivernais | Nivarnois                                            | Duché               | Nevers                                                                        | Le Nivernais, bien que dépendant du royaume de France, n'avait pas été rattaché au domaine royal en 1789. | 1789        |

## Gouvernements généraux
Par ordonnance du 18 mars 1776, le roi distribua les gouvernements généraux des provinces, au nombre de trente-neuf, en deux classes :
- La première classe comprit dix-huit gouvernements généraux, dont les titulaires percevaient chacun annuellement, soit en appointements, soit en émoluments, une somme de 60 000 livres ;
- La seconde classe comprit vingt-un gouvernements, à chacun des titulaires desquels il n'était attribué que 30 000 livres par an.

### Gouvernements généraux de première classe
Les dix-huit gouvernements généraux de la première classe étaient les suivants :
- Gouvernement de l'Isle de France (chef-lieu : Paris) ;
- Gouvernement de Picardie (chef-lieu : Amiens) ;
- Gouvernement de Flandre et de Hainaut (chef-lieu : Lille) ;
- Gouvernement de Champagne et de Brie (chef-lieu : Troyes) ;
- Gouvernement de Metz et Pays messin, Verdun et Verdunois ou des Évêchés (chef-lieu : Metz) ;
- Gouvernement de Lorraine et Barrois (chef-lieu : Nancy) ;
- Gouvernement d'Alsace (chef-lieu : Strasbourg) ;
- Gouvernement du Comté de Bourgogne (chef-lieu : Besançon) ;
- Gouvernement du Duché de Bourgogne (chef-lieu : Dijon) ;
- Gouvernement de Lyonnais, Forez, Beaujolais (chef-lieu : Lyon) ;
- Gouvernement de Dauphiné (chef-lieu : Grenoble) ;
- Gouvernement du Pays et Comté de Provence (chef-lieu : Aix) ;
- Gouvernement de Languedoc (chef-lieu : Toulouse) ;
- Gouvernement de Roussillon (chef-lieu : Perpignan) ;
- Gouvernement de Haute et Basse Navarre et Béarn (chef-lieu : Pau) ;
- Gouvernement de Guyenne et Gascogne (chef-lieu : Bordeaux) ;
- Gouvernement de Bretagne (chef-lieu : Rennes) ;
- Gouvernement de Normandie (chef-lieu : Rouen).

### Gouvernements généraux de seconde classe
Les vingt-et-un gouvernements généraux de la seconde classe étaient les suivants :
- Gouvernement du Havre de Grâce (chef-lieu : Le Havre) ;
- Gouvernement du Boulonnais (chef-lieu : Boulogne) ;
- Gouvernement d'Artois (chef-lieu : Arras) ;
- Gouvernement de la Principauté de Sedan (chef-lieu : Sedan) ;
- Gouvernement de Toul et Toulois (chef-lieu : Toul) ;
- Gouvernement de Nivernais (chef-lieu : Nevers) ;
- Gouvernement de Bourbonnais (chef-lieu : Moulins) ;
- Gouvernement de Haut et Bas Berry (chef-lieu : Bourges) ;
- Gouvernement d'Auvergne (chef-lieu : Clermont) ;
- Gouvernement de Foix, Donezan et Andorre (chef-lieu : Foix) ;
- Gouvernement de Limoges[1], à Limoges ;
- Gouvernement de Haute et Basse Marche (chef-lieu : Guéret) ;
- Gouvernement de Saintonge et Angoumois[1] , à Saintes et Angoulême
- Gouvernement général de La Rochelle[1], à La Rochelle ;
- Gouvernement de Poitou (chef-lieu : Poitiers) ;
- Gouvernement de Saumur et Saumurois (chef-lieu : Saumur) ;
- Gouvernement d'Anjou (chef-lieu : Angers) ;
- Gouvernement de Touraine (chef-lieu : Tours) ;
- Gouvernement du Maine, Perche et Comté de Laval (chef-lieu : Le Mans) ;
- Gouvernement de l'Orléanais (chef-lieu : Orléans) ;
- Gouvernement de l'île Corse (chef-lieu : Bastia).

### Gouvernements généraux militaires spéciaux
- Ville, vicomté et prévôté de Paris (chef-lieu : Paris) ;
- Monaco (mentionné, bien que ne faisant pas partie du royaume ) ;

L'Almanach Royal de 1789 distingue par ailleurs trente-trois grands gouvernements et huit petits gouvernements. 
Certains n’ont eu qu’une existence fugace et avaient disparu en 1789 :
- Dunkerque
- Santerre (de 1418 à 1636)[2]

## Gouvernements particuliers

### Gouvernements particuliers de première classe
Les gouvernements particuliers de la première classe étaient :
- Calais, Guise, Montreuil, Bergues, Douai, Valenciennes, Maubeuge, Condé, Cambrai, Verdun, Sarre-Louis ;
- En Alsace : Landau ;
- En Bourgogne : Auxonne ;
- En Artois : Arras ;
- En Aunis : La Rochelle et l'île de Ré ;
- En Provence : la citadelle de Marseille ;
- En Languedoc : Montpellier ;
- En Roussillon : Collioure ;
- En Guyenne : le Château-Trompette de Bordeaux et Blaye ;
- En Bretagne : Brest, Nantes, Saint-Malo, Belle-Isle.

### Gouvernements particuliers de seconde classe
Les gouvernements particuliers de la seconde classe étaient : Soissons, Amiens, la citadelle de Lille, Gravelines, la citadelle de Valenciennes, Landrecies, le Quesnoy, Méxières, Thionville, Longwy, Schelestat, Betsort, Huningue, Salins, Chalon-sur-Saône, les îles Sainte-Marguerite, Sisteron, Aigues-Mortes, fort Brescou et Agde, Cherbourg, Boulogne, Saint-Omer, Aire, l'île d'Oléron et Cognac.

### Gouvernements particuliers de troisième classe
Les gouvernements particuliers de la troisième classe étaient : Ham, Péronne, Saint-Quentin, le fort de Scarpe, Avennes, Bouchain, Philippeville, Charlemont Scies deux Givers, Rocroy, Montmedy, Bar, Commercy, Neufchâteau, Epinal, Pont-à-Mousson, Mirecourt, Saint-Mihiel, le Fort-Louis, Neuf-Brisack, Phalsbourg, Pont-Arlier et château de Joux ;
- En Bourgogne : Dôle, Dijon ;
- En Dauphiné : Grenoble, Embrun, Mont-Dauphin, Briançon, le fort Barraux, fort Saint-Jean ;
- En Provence : le château d'If, Toulon, Antibes ;
- En Languedoc : Saumures, Nîmes, Pont Saint-Esprit, Saint-Hypolite, Narbonne, Sálus ;
- En Roussillon : Villefranche (aujourd'hui, Villefranche-de-Conflent), le fort de Bellegarde, Mont-Louis ;
- En Gascogne : Bayonne, Dax et Saint-Séver ;
- En Béarn : Pau, Navarreins, Saint-Jean-Pied-de-Port ;
- En Bretagne : Rennes, Vannes, Port-Louis et l'Orient (aujourd'hui, Lorient), Quimper, le château du Taureau ;
- En Normandie : Rouen, Dieppe, Caen ;
- En Artois : la citadelle d'Arras, Bapaume, Hesdin, Béthune, Saint-Venant ;
- En Aunis & Poitou : Brouage et Niort ;
- En Anjou : Angers et Loches.